# Dunhätting
Dunhätting (Conocybe subpubescens) är en svampart som beskrevs av P.D. Orton 1960. Dunhätting ingår i släktet Conocybe och familjen Bolbitiaceae.  Arten är reproducerande i Sverige. Inga underarter finns listade i Catalogue of Life.